# ابوالقاسم اخوتیان
ابوالقاسم اخوتیان (۱۳۰۶-۸ آذر ۱۳۹۳) متخصص جراحی عمومی، سیاستمدار و نماینده حوزه انتخابیه ساری در اولین دوره مجلس شورای اسلامی بود.

## زندگی‌نامه
دکتر ابوالقاسم اخوتیان فرزند محمدعلی در سال ۱۳۰۶ در ساری متولد شد و در رشته جراحی عمومی و بیماری‌های عفونی تخصص پزشکی گرفت. او مدت شش ماه نیز در سال ۱۳۵۵ مسئولیت بیمارستان قلب ساری را بر عهده داشت. در انتخابات اولین دوره مجلس شورای اسلامی در حوزه انتخابی ساری از مجموع ۷۱۹۴۹ رآی مأخوذه، توانست با کسب ۳۶۷۷۷ رآی معادل ۵۱/۱ درصد آرا وارد مجلس شود. روز سه شنبه بیست و سوم دیماه ۱۳۵۹ دکتر اخوتیان نخستین نطق پیش از دستور خود را ایراد کرد. او به لحاظ سیاسی در مجلس اول در طیف جریانات ملی-مذهبی قرار داشت. اخوتیان پس از اتمام دوره اول مجلس شورای اسلامی، فعالیت‌های سیاسی را کنار گذاشت و به فعالیت‌های حرفه‌ای پزشکی ادامه داد تا این که اوایل دهه ۸۰ بر اثر ابتلا به بیماری قند، دوره نقاهت را در منزل گذراند. در شامگاه روز شنبه ۸ آذرماه ۱۳۹۳ بعد از سال‌ها تحمل بیماری قند در منزل خود در شهرستان ساری درگذشت.

## بن مایه
1. ↑  «مازندنومه :نماینده مردم ساری در اولین دوره مجلس شورای اسلامی درگذشت».

- مرکز پژوهشهای مجلس شورای اسلامی